# 尼古拉·亚历山德罗维奇·莫伊谢耶夫
尼古拉·亚历山德罗维奇·莫伊谢耶夫（俄语：Николай Александрович Моисеев，1929年12月13日—2020年7月23日），俄罗斯林学家，莫斯科国立林业大学教授，俄罗斯科学院院士。

## 生平
1929年生于苏联中伏爾加邊疆區雅库季诺村。1930年全家在全苏去富農化运动中受到打击，被流放至北方邊疆區。他的童年在皮涅加河度过。1944年，父亲在苏德战争卡累利阿方面军的战斗中牺牲。1945年二战欧洲战场结束后，他和母亲在大赦之下回到家乡奥伦堡州。1949年毕业于布祖盧克林业技术学校。因成绩优异，进入列宁格勒国立林业学院学习。1954年毕业后留校林业管理系攻读研究生，1958年完成副博士学位论文答辩。1957年应梅列霍夫教授的邀请，在阿尔汉格尔斯克的苏联科学院林业与木材化学研究所工作，1962年至1965年担任所长。1965年转至全俄林业与林业机械化研究所工作。1970年至1977年，担任苏联国家林业委员会委员兼科学部主任。1976年获农业科学全博士学位。1977年至1996年，长期担任全俄林业与林业机械化研究所所长。1997年，任莫斯科国立林业大学林业经济与生产管理系主任。主编有《林业经济学》《林业管理学》等高等院校教科书。
1987年晋升教授。1988年当选全苏列宁农业科学院院士。2013年当选俄罗斯科学院院士。2020年7月23日逝世。

## 荣誉
- 劳动红旗勋章（1979年）
- 俄罗斯联邦功勋科学工作者（1999年）
- 俄罗斯联邦功勋林业工作者（2014年）
- 德累斯顿工业大学名誉博士